# Hościłowce
Hościłowce (biał. Гасцілаўцы, Hasciłaucy; ros. Гостиловцы, Gostiłowcy) – wieś na Białorusi, w obwodzie grodzieńskim, w rejonie lidzkim, w sielsowiecie Możejków, nad Lebiodą i przy drodze magistralnej M6.

## Historia
W XIX i w początkach XX w. położone były w Rosji, w guberni wileńskiej, w powiecie lidzkim.
W dwudziestoleciu międzywojennym leżały w Polsce, w województwie nowogródzkim, w powiecie szczuczyńskim (od 29 maja 1929, wcześniej w powiecie lidzkim), w gminie Lebioda. W 1921 miejscowość liczyła 210 mieszkańców, zamieszkałych w 42 budynkach, w tym 206 Białorusinów i 4 Polaków. 203 mieszkańców było wyznania prawosławnego i 7 rzymskokatolickiego.
Po II wojnie światowej w granicach Związku Sowieckiego. Od 1991 w niepodległej Białorusi.